# Dominion (álbum de Skillet)
Dominion es el undécimo álbum de estudio de la banda estadounidense de rock cristiano Skillet. Fue lanzado el 14 de enero de 2022 a través de Atlantic Records. El álbum fue producido por Kane Churko, Kevin Churko, Michael O'Connor y Seth Mosley. Es su último álbum de estudio que se lanzará a través del sello discográfico Atlantic.

## Antecedentes y promoción
El 15 de septiembre de 2021, Skillet lanzó el primer sencillo "Surviving the Game" junto con un vídeo musical que lo acompaña. Al mismo tiempo, anunciaron el álbum en sí, la portada, la lista de canciones y la fecha de lanzamiento. El 12 de noviembre, la banda presentó el segundo sencillo "Standing in the Storm". El 10 de diciembre se lanzó el tercer sencillo "Refuge". El 7 de enero de 2022, una semana antes del lanzamiento del álbum, la banda lanzó el cuarto y último sencillo "Dominion".

## Lista de canciones
| N.º | Título                  | Duración |  |
| 1.  | «Surviving the Game»    | 3:58     |  |
| 2.  | «Standing in the Storm» | 4:17     |  |
| 3.  | «Dominion»              | 3:51     |  |
| 4.  | «Valley of Death»       | 4:27     |  |
| 5.  | «Beyond Incredible»     | 3:31     |  |
| 6.  | «Destiny»               | 4:02     |  |
| 7.  | «Refuge»                | 3:28     |  |
| 8.  | «Shout Your Freedom»    | 3:26     |  |
| 9.  | «Destroyer»             | 3:42     |  |
| 10. | «Forever or the End»    | 3:32     |  |
| 11. | «Ignite»                | 3:41     |  |
| 12. | «White Horse»           | 3:36     |  |